# The Merchant of Venice (1916)
The Merchant of Venice é um filme de drama mudo produzido no Reino Unido e lançado em 1916.O roteiro é baseado na peça The Merchant of Venice, de William Shakespeare.